# Sven Colliander
Sven Colliander   (Halmstad, 23 de maig de 1890 - Täby, 16 de setembre de 1961) va ser un tinent general i genet suec que va competir durant les dècades de 1920 i 1930.

## Carrera militar
El 1910 aconseguí ser oficial de l'exèrcit suec i a poc a poc anà ascendint: el 1925 a capità del Generalstaben, el 1933 a major, el 1937 a tinent coronel, el 1940 a coronel, el 1946 a major general i el 1955 a tinent general.

## Carrera esportiva
El 1928 va prendre part en els Jocs Olímpics d'Amsterdam, on va disputar dues proves del programa d'hípica amb el cavall King. Fou tretzè en el concurs complet individual i cinquè en el concurs complet per equips. Als Jocs de Berlín de 1936 tornà a disputar dues proves del programa d'hípica, aquesta vegada amb el cavall Kal XX	. Va guanyar la medalla de bronze en la prova de doma per equips i fou onzè en la de doma individual.
.